# Obligado (Paraguay)
Obligado es un municipio paraguayo ubicado en el departamento Itapúa, ubicado a 410 km de la ciudad de Asunción, capital de la nación, y unos 35 km de la ciudad de Encarnación. Es una colonia de origen alemán y se la conoce también como la Capital de la Industria  o Capital del Cooperativismo.

## Historia
El argentino Dr. Pastor Servando Obligado poseía las tierras sobre las cuales están asentadas esta ciudad y las vendió a los colonos fundadores. La colonia fue fundada el 25 de mayo de 1912, fecha en que fueron mensuradas las tierras. Pueden considerarse a Rodolfo Müller y Guillermo Ymlauer como los fundadores de Obligado. 
El puerto Itacaguaré, que sirvió de base para la expansión de la colonia, fue cambiado de nombre a Puerto Obligado, en homenaje al propiciador del proyecto. Fue elevada a la categoría de Distrito, el 20 de junio de 1955.
Esta y las ciudades vecinas de Hohenau y Bella Vista constituyen una unidad estrechamente vinculada económica, social, cultural e históricamente que las llevó a ser denominadas «Colonias Unidas».

## Geografía
Situado en el sureste de Itapúa, sus tierras se encuentran cubiertas por grandes llanuras, utilizadas por los pobladores de la zona para la dedicación a la producción agrícola y ganadera.
El Distrito de Obligado, limita al norte con el Distrito de Pirapó, el Distrito de Bella Vista y el Distrito de Alto Verá. Al sur se limita con Argentina, separado por el Río Paraná, y el Distrito de Hohenau. Al este se encuentra el Distrito de Bella Vista. Al oeste se encuentra el Distrito de Hohenau y San Pedro del Paraná.

## Clima
La temperatura promedio del departamento se ubica por debajo de los 25 °C y en épocas de frío es frecuente que se proyecten temperaturas inferiores incluso a 4 °C bajo cero. El frío es particularmente intenso en las áreas cercanas al río Paraná. En el Departamento se registran temperaturas elevadas en el verano, llegando como máximo a 38 °C en enero-Febrero.
En cuanto a precipitaciones el promedio anual se ubica en 1700 milímetros. Los meses de menor cantidad de lluvia en la región son Julio y agosto, mientras que el mes más lluvioso es Octubre, llegando a haber incluso tornados menores.

## Economía
El suelo fértil de este distrito, hace que sus habitantes se dediquen a la actividad agrícola ganadera, especialmente en el cultivo de soja, en cuanto a la ganadería, cuentan con ganados vacunos. El distrito cuenta con la Cooperativa Colonias Unidas, una de las más importantes de la región, y el puerto, llamado Obligado Puerto. Su mayor fuente de trabajo es la agricultura.

## Infraestructura
Las vías de comunicación interdistritales están pavimentadas totalmente. Fuera del casco urbano principal de Obligado, gran parte de los caminos son de tierra aún, pero actualmente se está procediendo a empedrar los caminos rurales.
Modernos ómnibus de transporte sirven a los pasajeros para su traslado de un lugar a otro y también cuenta con servicios periódicos hasta la capital del país. Cuenta con servicios de telefonía celular, radioemisoras, un canal de TV, canales de aire, videocable e internet.